# Biblioteka Szkoły Głównej Handlowej w Warszawie

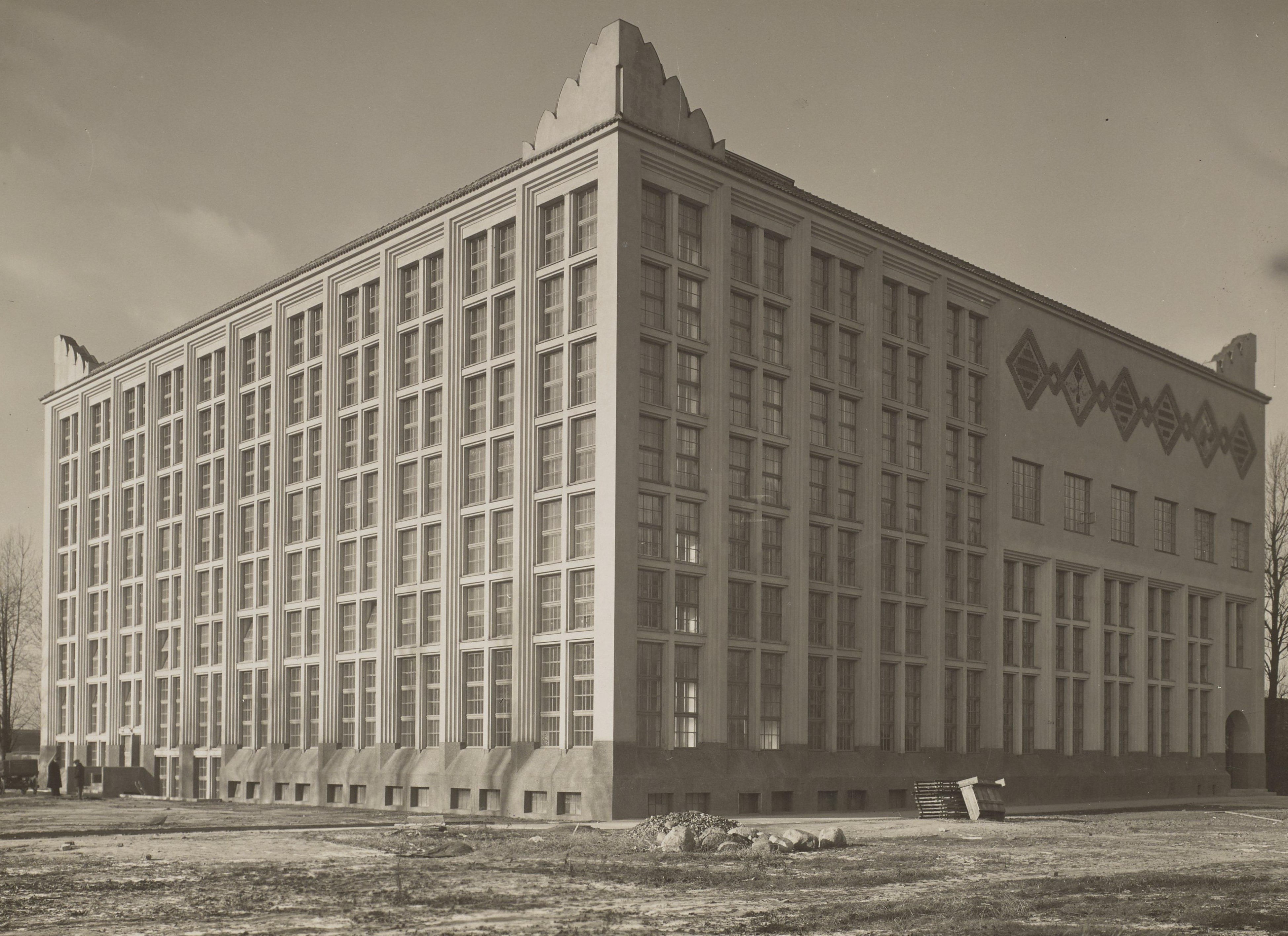
Budynek Biblioteki w 1930 roku

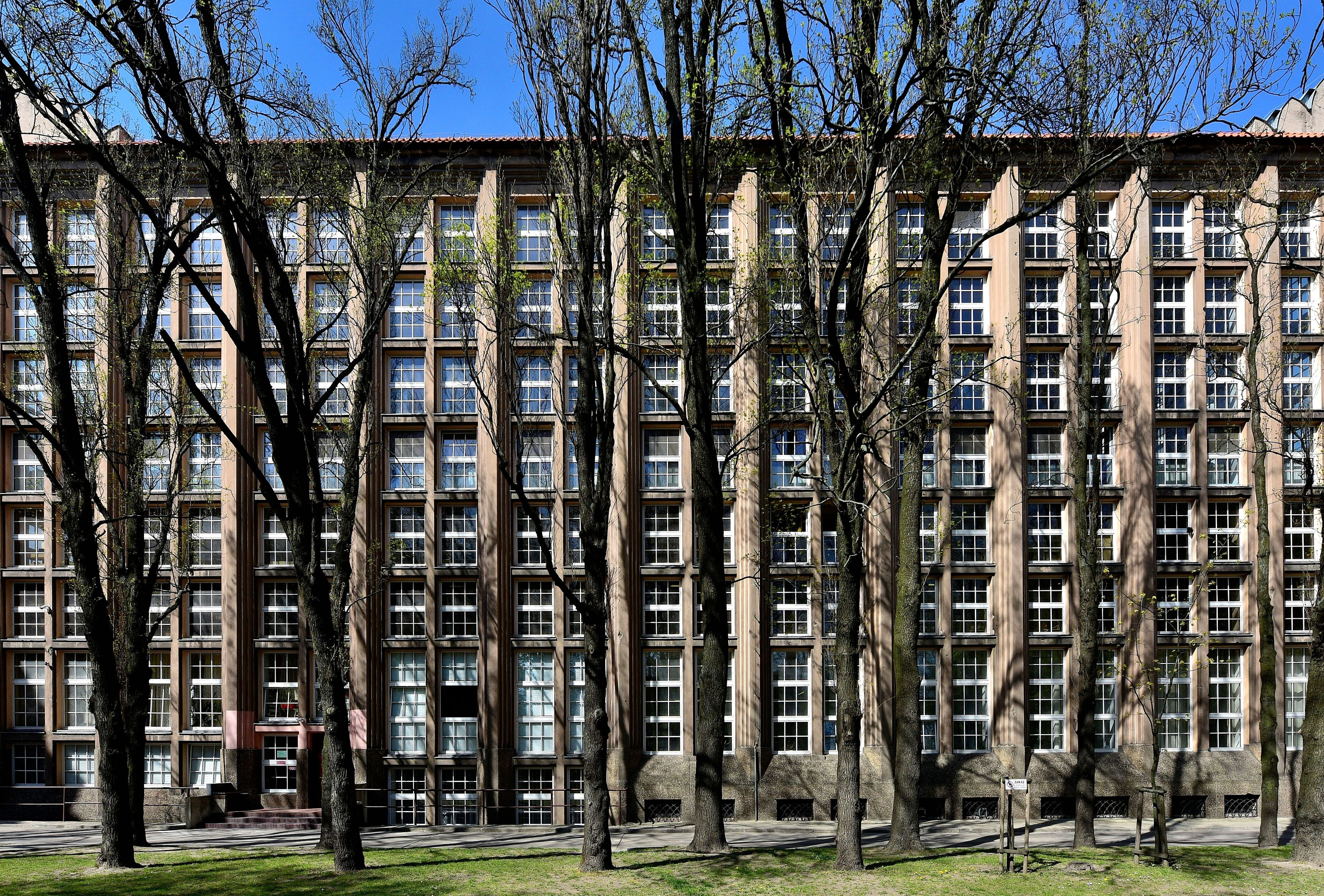
Budynek od strony południowej (2019)

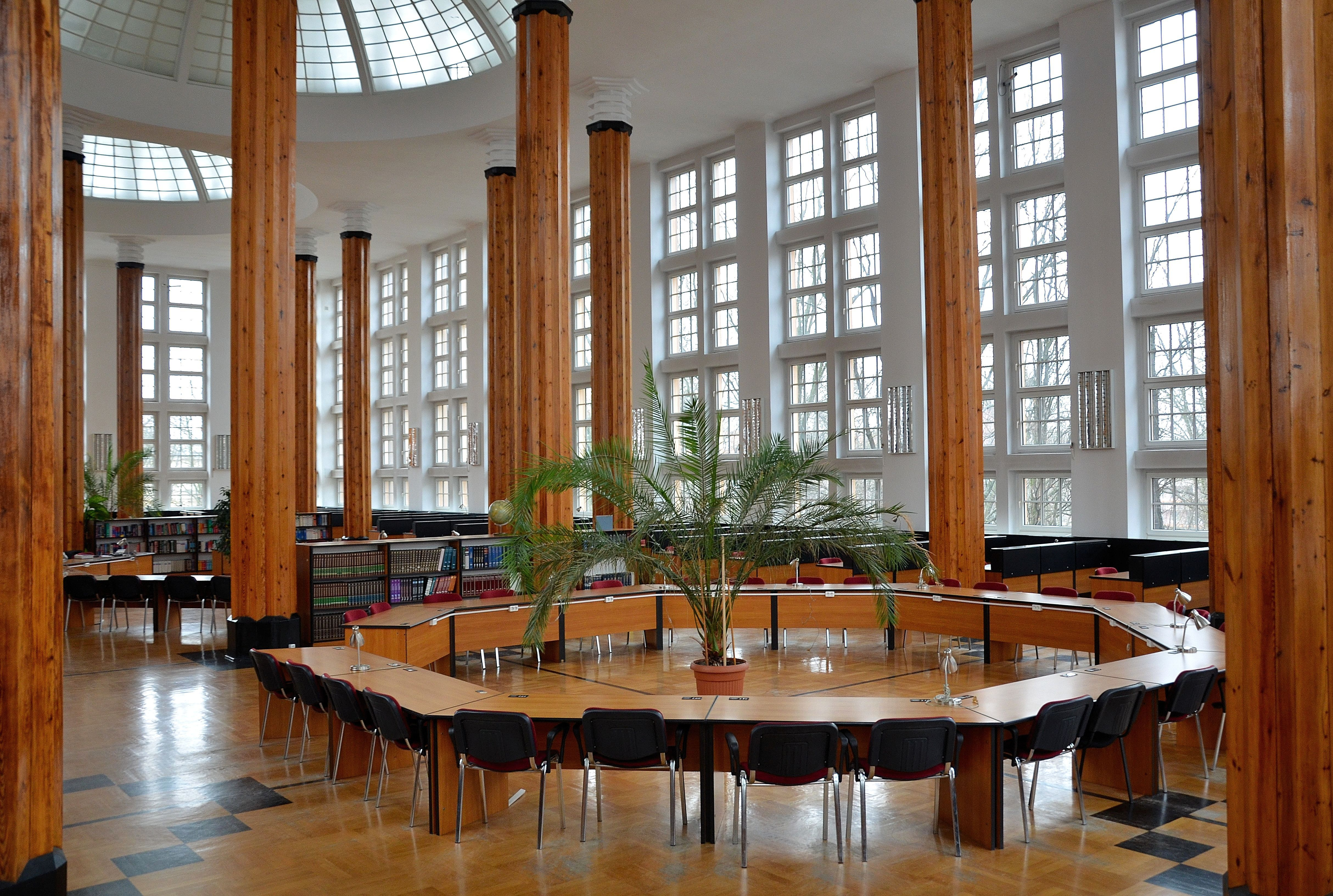
Czytelnia Główna

Biblioteka Szkoły Głównej Handlowej w Warszawie – biblioteka gromadzi i udostępnia zbiory z zakresu nauk ekonomicznych (m.in. finansów, bankowości, rachunkowości, zarządzania, polityki gospodarczej i polityki społecznej).  Jest to największy tego typu księgozbiór w Polsce.

## Historia
Biblioteka powstała razem z uczelnią w 1906 roku. Początkowo była niewielką biblioteką, liczącą zaledwie 820 woluminów, mieszcząca się w gmachu szkoły przy ul. Smolnej 9 w Warszawie. W 1917 roku zbiory przekroczyły 15 tys. woluminów, a biblioteka stała się największą książnicą ekonomiczno-handlową w Warszawie i największą profilowaną biblioteką w kraju.
W 1918 roku dyrektorem biblioteki został prof. Konstanty Krzeczkowski, który zarządzał nią przez cały okres dwudziestolecia międzywojennego. Był to czas szybkiego wzrostu wielkości i jakości księgozbioru.
28 lutego 1945 Biblioteka SGH, jako pierwsza w Warszawie, została otwarta dla czytelników.
W 1950 roku biblioteka została razem z Uczelnią upaństwowiona i stała się Biblioteką Główną Szkoły Głównej Planowania i Statystyki. W 1961 Biblioteka Narodowa wyprowadziła się z budynku do nowej siedziby w gmachu archiwów przy ul. Hankiewicza 1.
W 1979 roku biblioteka uzyskała status Centralnej Biblioteki Ekonomicznej. W 1991 roku uczelnia wraz z biblioteką powróciły do starej nazwy. W latach 90. rozpoczęły się prace związane z komputeryzacją katalogów i automatyzacją obsługi czytelnika.
Od 2024 roku Biblioteka nosi imię profesora Andrzeja Grodka.

## Budynek
Autorem projektu gmachu biblioteki był architekt Jan Witkiewicz Koszczyc, który wygrał zamknięty konkurs na projekt kampusu dla Szkoły Wyższej Handlowej w Warszawie. Zaplanowano budowę: gmachu głównego, biblioteki i gmachu Zakładów Doświadczalnych. Przed wybuchem II wojny światowej powstały dwa: Zakłady Doświadczalne z salami wykładowymi i budynek biblioteki. Budowę nowego gmachu biblioteki rozpoczęto w 1928 roku, jednak prace wstrzymano z powodu braku środków. 
Prace wznowiono po pozyskaniu do projektu Biblioteki Narodowej, zawierając umowę o wynajęciu części pomieszczeń. Zgodnie z umową Biblioteka Narodowa uzyskała do wyłącznego użytku pomieszczenia na piętrach od pierwszego do trzeciego oraz w przyziemiu i piwnicy o łącznej powierzchni 2076 m². Czynsz w wysokości 75 tys. zł rocznie zapłacono za sześć lat z góry i udzielono uczelni pożyczki w wysokości 400 tys. zł na wykończenie budynku i jego wyposażenie. Biblioteka Narodowa zapłaciła także za wykonanie i montaż 2 tys. żelaznych ruchomych półek magazynowych systemu „Hazet-Universalis“ Zieleniewskiego. 
Uroczystość otwarcia Biblioteki Narodowej odbyła się 28 listopada 1930 z udziałem prezydenta Ignacego Mościckiego.
Dwukondygnacyjna czytelnia ma prawie 10 metrów wysokości i powierzchnię 864 m². Trzy sufitowe kopuły o siatkowym podziale na drobne okna są oparte na dwunastu filarach. Białe głowice w stylu art deco podtrzymują obite drewnem trzony. 
Pod czytelnią Jan Witkiewicz Koszczyc umieścił dwukondygnacyjny magazyn, który miał pomieścić 700 tysięcy książek. O ile podczas II wojny światowej spłonął budynek Zakładów Doświadczalnych budynek biblioteki ocalał. 
W 2010 roku budynek Biblioteki został, wraz z całym kampusem SGH, wpisany do rejestru zabytków.

## Zbiory
W 1939 roku księgozbiór Biblioteki przekroczył 150 tys. woluminów, jednak wybuch II wojny światowej zahamował dalszy rozwój księgozbioru. Od 1940 roku przez 4 lata okupacji biblioteka współpracowała w konspiracji ze szkołą nieprzerwanie udostępniając swoje zbiory. W trakcie działań wojennych budynek biblioteczny ocalał, a wraz z nim księgozbiór. Biblioteka utraciła jedynie ok. 4% swoich zbiorów.
O ile w 1924 roku Jan Witkiewicz Koszczyc zaprojektował bibliotekę na 700 tysięcy tomów, to w 2008 księgozbiór Biblioteki SGH liczył już 1 003 112 woluminów, w tym 216 778 woluminów wydawnictw ciągłych (czasopism). Liczba tytułów polskich i zagranicznych czasopism bieżących – 983.
W latach 1995−2021 biblioteka użytkowała system Aleph. W roku 2021 został wdrożony nowy system Alma z wyszukiwarką Primo, która umożliwia jednoczesne wyszukiwanie publikacji papierowych z katalogu bibliotecznego oraz dokumentów elektronicznych zlokalizowanych w bazach danych.

## Udostępnianie zbiorów
Biblioteka jest otwarta dla czytelników przez 7 dni w tygodniu. Obsługę zapewniają następujące agendy:
- Czytelnia Ogólna
- Czytelnia Czasopism
- Wypożyczalnia (Studencka, Pracownicza, Międzybiblioteczna)
- Oddział Informacji Naukowej i Centrum Dokumentacji Europejskiej
- Biblioteka Depozytowa Międzynarodowego Funduszu Walutowego

## Wydawnictwa
- Przegląd Bibliograficzny Czasopiśmiennictwa Ekonomicznego
- Bibliografia Opublikowanego Dorobku Pracowników Naukowo-Dydaktycznych SGH